# Gyöngyöshalász
Gyöngyöshalász är en ort i Ungern.   Den ligger i provinsen Heves, i den centrala delen av landet, 70 km öster om huvudstaden Budapest. Gyöngyöshalász ligger 131 meter över havet och antalet invånare är 2 585.
Terrängen runt Gyöngyöshalász är platt åt sydväst, men åt nordost är den kuperad. Terrängen runt Gyöngyöshalász sluttar söderut. Runt Gyöngyöshalász är det ganska tätbefolkat, med 100 invånare per kvadratkilometer. Närmaste större samhälle är Gyöngyös, 4,5 km norr om Gyöngyöshalász. Trakten runt Gyöngyöshalász består till största delen av jordbruksmark.